# 50 meest gezochte Irakezen
Na de Golfoorlog van 2003 werd er een lijst samengesteld van de meest gezochte Irakezen. Aangezien het in eerste instantie om 52 gezochte personen ging, evenveel als er kaarten in een kaartspel zijn, werd een kaartspel gecreëerd waarbij elk van deze personen werd gelinkt aan een specifieke kaart uit het spel. De gezochte nummer 1, Saddam Hoessein, was schoppenaas. Deze kaartspellen werden verdeeld onder de soldaten, want het idee erachter was dat zij door ermee te spelen de gezichten en namen zouden leren zodat deze personen later makkelijker konden worden opgespoord. Kaartspelen is immers een zeer populair tijdverdrijf onder soldaten.
Op 31 januari 2024 waren van de 55 personen op de lijst er 33 overleden, 4 gevangen, 14 vrijgelaten, en 4 voortvluchtig. 

## Volledige lijst
1. ♠A Saddam Hoessein, president (opgepakt op 13 december 2003; veroordeeld tot doodstraf en op 30 december 2006 geëxecuteerd)
2. ♥A Koesai Hoessein, zoon van Saddam (doodgeschoten op 21 juli 2003)
3. ♣A Oedai Hoessein, zoon van Saddam (doodgeschoten op 21 juli 2003)
4. ♦A Abid Hamid Mahmud al-Tikriti, presidentieel secretaris (opgepakt op 18 juni 2003; veroordeeld tot doodstraf)
5. ♠K Ali Hassan al-Majid (Ali Chemicali), presidentieel adviseur (opgepakt op 21 augustus 2003; veroordeeld tot doodstraf en op 25 januari 2010 geëxecuteerd)
6. ♣K Izzat Ibrahim ad-Douri, vicevoorzitter van Revolutionaire Commandoraad. Voortvluchtig: hij is nog steeds niet gepakt of gedood, ondanks eerdere berichten.
7. ♥K Hani al-Latif Tilfah al-Tikriti, directeur van Speciale Veiligheidsorganisatie (voortvluchtig)
8. ♦K Aziz Salih al-Numan, voorzitter van Baathpartij West-Bagdad (opgepakt op 22 mei 2003; veroordeeld tot doodstraf)
9. ♠Q  Mohammed Hamza Zubeidi, oud-lid van Revolutionaire Commandoraad (opgepakt op 20 april 2003, 2 december 2005 overleden tijdens gevangenschap)
10. ♣Q Kamal Mustafa Abdullah Sultan al-Tikriti, secretaris van Republikeinse Garde (opgepakt op 17 mei 2003)
11. ♥Q Barzan al-Ghafur Sulayman Majid al-Tikriti, commandant van Speciale Republikeinse Garde (opgepakt op 23 juli 2003)
12. ♦Q Muzahim Saab Hasan al-Tikriti, commandant van luchtafweer (opgepakt op 23 april 2003)
13. ♠J  Ibrahim Achmed Abd al-Sattar Mohammed al-Tikriti, chef-staf (opgepakt op 15 mei 2003, 28 oktober 2010 overleden tijdens gevangenschap)
14. ♣J Sayf al-Din Fulayyih Hasan Taha al-Rawi, chef-staf van Republikeinse Garde (voortvluchtig, misschien  gedood door Saddam Hussein)
15. ♥J Rafi Abd al-Latif Tilfah al-Tikriti, directeur van Algemene Veiligheid (voortvluchtig)
16. ♦J Tahir Jalil Habbush al-Tikriti, inlichtingendienst IIS (voortvluchtig)
17. ♠10 Hamid Raja Shalah al-Tikriti, commandant van luchtmacht (opgepakt op 14 juni 2003)
18. ♣10 Latif Nusayyif Jasim al-Dulaymi, vicevoorzitter Militair Bureau Baathpartij (opgepakt op 9 juni 2003)
19. ♥10 Abdul al-Tawab Mullah Huwaysh, vicepremier (opgepakt op 2 mei 2003)
20. ♦10 Taha Yassin Ramadan al-Jizrawi, vicepresident (opgepakt op 19 augustus 2003; veroordeeld tot doodstraf en op 20 maart 2007 geëxecuteerd )
21. ♠9  Rukan Razuki Abd al-Ghafar
22. ♣9  Jamal Mustafa Abdullah Sultan al-Tikriti, plv hoofd van Tribale Zaken en schoonzoon van Saddam (opgepakt 20 april 2003)
23. ♥9 Mizban Khadr Hadi, lid van Revolutionaire Commandoraad (opgepakt op 2 mei 2003)
24. ♦9  Taha Muhyi al-Din Maruf, vicepresident (opgepakt op 2 mei 2003, 9 augustus 2009 overleden)
25. ♠8  Tariq Aziz, vicepremier (opgepakt op 24 april 2003; veroordeeld tot doodstraf )
26. ♣8 Walid Hamid Tawfiq al-Tikriti, gouverneur van Basra (overgegeven op 29 april 2003)
27. ♥8 Sultan Hashim Achmed al-Tai, minister van Defensie (opgepakt op 19 september 2003)
28. ♦8 Hikmat Mizban Ibrahim al-Azzawi, vicepremier/Financiën (opgepakt op 18 april 2003)
29. ♠7 Mahmoud Diab al-Ahmed, minister van Binnenlandse Zaken (overgegeven op 18 april 2003)
30. ♣7 Ayad Futayyih Khalifa al-Rawi, baas van Quds-milities (opgepakt op 4 juni 2003)
31. ♥7 Zuhayr Talib Abd al-Sattar al-Naqib, directeur militaire inlichtingen (opgepakt op 23 april 2003)
32. ♦7 Amir Hamudi Hasan al-Saadi, presidentieel adviseur wetenschappen (overgegeven op 12 april 2003)
33. ♠6 Amir Rashid Mohammed, presidentieel adviseur/olieminister (opgepakt 28 april 2003)
34. ♣6 Hossan Mohammed Amin al-Yassin, hoofd van contactgroep voor VN-wapeninspecteurs (opgepakt op 27 april 2003)
35. ♥6 Mohammed Madhi al-Salih, minister van Handel (opgepakt op 23 april 2003)
36. ♦6 Sabawi Ibrahim Hasan al-Tikriti, presidentieel adviseur (opgepakt op 27 februari 2005)
37. ♠5 Watban Ibrahim al-Tikriti, presidentieel adviseur/halfbroer van Saddam (opgepakt op 13 april 2003)
38. ♣5 Barzan Ibrahim Hasan al-Tikriti, presidentieel adviseur/halfbroer van Saddam (opgepakt op 17 april 2003; veroordeeld tot doodstraf en op 15 januari 2007 geëxecuteerd)
39. ♥5 Huda Salih Mahdi Ammash, expert massavernietigingswapens, de enige vrouw (opgepakt op 5 mei 2003)
40. ♦5 Abd al-Baqi al-Karim Abdullah al-Sadun, voorzitter van Baathpartij Diyala (voortvluchtig)
41. ♠4 Mohammed Zimam Abd al-Razzaq al-Sadun, voorzitter van Baathpartij in Tamim (opgepakt op 15 februari 2004)
42. ♣4 Samir al-Aziz al-Najim, hoofd van Baathpartij Oost-Bagdad (opgepakt op 17 april 2003)
43. ♥4 Human abd al-Khaliq abd al-Gafar, minister van Onderwijs en Wetenschappen (opgepakt op 19 april 2003)
44. ♦4 Yahya Abdullah al-Ubaydi, voorzitter van Baathpartij Basra (voortvluchtig)
45. Nayif Shindakh Thamir, voorzitter van Baathpartij Sala al-Din (voortvluchtig)
46. ♠3 Sayf al-Din al-Mashhadani, voorzitter van Baathpartij district Mathanna (opgepakt op 24 mei 2003)
47. ♣3 Fadil Mahmud Gharib (Al-Mashaikh), voorzitter van Baathpartij Babil (opgepakt op 15 mei 2003)
48. ♥3 Muhsin Khadr al-Khafaji, voorzitter van Baathpartij Qadisiyah (opgepakt op 7 februari 2004)
49. ♦3 Rashid Taan Kazim, voorzitter van Baathpartij in Al-Anbar (voortvluchtig)
50. ♠2 Ugla Saqr al-Kubaysi, voorzitter van Baathpartij Maysan (opgepakt op 20 mei 2003)
51. ♣2 Ghazi Hammud al-Ubaydi, voorzitter van Baathpartij al-Kut (opgepakt op 7 mei 2003)
52. ♥2 Adil Abdullah Mahdi, voorzitter van Baathpartij Dhi Qar (opgepakt op 15 mei 2003)
53. Hasayn al-Awawi, voorzitter van Baathpartij Ninawa (opgepakt op 9 juni 2003)
54. Khamis Sirhan al-Muhammed, voorzitter van Baathpartij Kerbala (opgepakt op 11 januari 2004)
55. ♦2 Saad Abdul-Majid al-Faisal al-Tikriti, voorzitter van Baathpartij in Salah-Din (opgepakt op 24 mei 2003)

### Andere
Er zijn ook twee jokers: de ene met de lijst Arabische titels, de andere met de lijst van Iraakse militaire rangorde. 
Er zijn geen kaarten voor 
- Nayif Shindakh Thamir
- Hoessein al-Awadi
- Khamis Sirhan al-Muhammad